# Stane Škodlar
Stane Škodlar, slovenski televizijski režiser, * 8. november 1938, Ljubljana, † 31. januar 2017.
Škodlar je bil dolgoletni režiser prenosov športnih tekmovanj na Radioteleviziji Slovenija. Režiral je prenose s sedmih poletnih olimpijskih iger in z dveh zimskih olimpijskih iger. Prvič na Poletnih olimpijskih igrah 1984 v Los Angelesu, ko je prejel nagrado emmy za režijo prenosov tekmovanj v dvigovanju uteži. Povabilo za režijo na olimpijskih igrah je dobil po tem, ko ga je zastopnik hiše ABC leta 1982 opazil, da je režiral svetovno prvenstvo v dviganju uteži v Ljubljani. Med letoma 1974 in 2006 je bil režiser prenosov tekem v smučarskih skokih v Planici. Zadnjič je režiral prenose tekem v kajaku in kanuju z olimpijskih iger leta 2008 v Pekingu.